# Ochotnica Dolna (gemeente)
De gemeente Ochotnica Dolna is een landgemeente in het Poolse woiwodschap Klein-Polen, in powiat Nowotarski.
De zetel van de gemeente is in Ochotnica Dolna.
Op 30 juni 2004 telde de gemeente 7877 inwoners.

## Oppervlakte gegevens
In 2002 bedroeg de totale oppervlakte van gemeente Ochotnica Dolna 141,03 km², waarvan:
- agrarisch gebied: 39%
- bossen: 58%

De gemeente beslaat 9,56% van de totale oppervlakte van de powiat.

## Demografie
Stand op 30 juni 2004:
| Omschrijving                   | Totaal | Totaal | Vrouwen | Vrouwen | Mannen | Mannen |
| ------------------------------ | ------ | ------ | ------- | ------- | ------ | ------ |
| eenheid                        | aantal | %      | aantal  | %       | aantal | %      |
| inwoners                       | 7877   | 100    | 3905    | 49,6    | 3972   | 50,4   |
| bevolkingsdichtheid (inw./km²) | 55,9   | 55,9   | 27,7    | 27,7    | 28,2   | 28,2   |

In 2002 bedroeg het gemiddelde inkomen per inwoner 1371,14 zł.

## Administratieve plaatsen (sołectwo)
Młynne, Ochotnica Dolna, Ochotnica Górna, Tylmanowa.

## Aangrenzende gemeenten
Czorsztyn, Kamienica, Krościenko nad Dunajcem, Łącko, Nowy Targ
- Virtual International Authority File: 301922126